# 7-я лёгкая механизированная бригада
7-я лёгкая механизированная бригада (англ. 7th Light Mechanised Brigade Combat Team) — тактическое соединение в составе Британской армии. Находится в составе 1-й дивизии.

## История
5 марта 2013 года британский министр обороны Филип Хэммонд, объявил о том, что 7-я бронетанковая бригада лишится танков Челленджер 2 и боевых машин пехоты Уорриор в течение 10 лет. Сама бригада была переформатирована в 7-ю пехотную. 24 февраля 2015 года бригада официально перестала принадлежать к бронетанковым войскам. 49-я пехотная бригада была влита в 7-ю пехотную бригаду.

## Состав

### 2024 год
- 1-й батальон Шотландского гвардейского полка
- 1-й батальон Королевского полка принцессы Уэльской
- 1-й батальон Королевского йоркширского полка (Ричмонд)
- 1-й батальон непосредственной поддержки Корпуса королевских инженеров электриков и механиков (Каттерикский гарнизон, Ричмонд)
- 2-й батальон Королевского английского полка (Коттесмор)
- 3-й медицинский полк
- 4-й батальон Королевского полка Шотландии
- 4-й полк Королевской артиллерии
- 6-й полк Королевского логистического корпуса (авиабаза Дишфорт, графство Норт-Йоркшир)
- 32-й инженерный полк (Каттерикский гарнизон, Ричмонд)
- 105-й полк Королевской артиллерии (резервный)
- Королевский шотландский драгунский гвардейский полк[5]